# Maria do Carmo Medina
Maria do Carmo Medina est une défenseuse des droits de l'homme angolaise d'origine portugaise née le 7 décembre 1925 et morte le 10 février 2014, militante pour l'indépendance de l'Angola et universitaire et une juge à la Cour d'appel de Luanda en Angola. C'est la première femme à occuper cette fonction. 

## Biographie

### Jeunesse et éducation
Maria do Carmo Medina naît à Lisbonne et passe une partie de son enfance à Macao et à Porto, où elle termine ses études au lycée en 1938. La même année, elle étudie le droit à Lisbonne. Au cours de sa première année à la faculté de droit, elle rejoint un groupe minoritaire d'étudiants antifascistes et s'aligne sur un mouvement d'opposition faisant campagne pour des élections libres. La première fois qu'elle est convoquée au PIDE pour un interrogatoire, elle est mineure. Après l'obtention de son diplôme en 1948, elle ne trouve pas d'emploi en raison de rapports négatifs contre elle par la police politique portugaise. Elle devient citoyenne angolaise en 1976, un an après l'indépendance du pays,,.

### Carrière
En avril 1950, Maria Do Carmo Medina quitte le Portugal pour l'Angola, où elle obtient un poste d'enseignement au Liceu Salvador Correia. Cette même année, elle s'inscrit comme avocate à la Cour d'appel de Luanda, devenant ainsi la première femme à ouvrir un cabinet d'avocats en Angola. À la cour d'appel, elle représente plusieurs prisonniers politiques angolais et est rétrogradée aux échelons les plus bas de la fonction publique, déposant des requêtes et des recours administratifs auprès des autorités coloniales et défendant les droits de propriété des familles angolaises. Après l'indépendance de l'Angola en 1975, le gouvernement l'enrôle pour participer à la rédaction des lois fondamentales du pays, notamment celles qui concernent la nationalité, le civil, la famille, l'état civil, le droit administratif et le droit pénal. Entre novembre 1975 et septembre 1977, elle est secrétaire aux affaires juridiques de la présidence de la République populaire d'Angola. En 1976, elle adopte la nationalité angolaise et est nommée juge du Tribunal civil de Luanda. En 1980, elle devient juge à la cour d'appel de Luanda. En 1982, elle travaille comme assistante diplômée à la Faculté de droit de l'Université Agostinho Neto, enseignant le droit de la famille, et devient professeure en 1990.
Elle est vice-présidente de la Cour suprême d'Angola en 1990. Elle est élue présidente de l'Assemblée générale de l'Association des juristes angolaises en 1990, et en 1995, présidente de l'Assemblée générale de l'Association angolaise des femmes juristes. Maria do Carmo Medina prend sa retraite en tant que juge de la Cour suprême d'Angola en 1997.

### Mort
Maria do Carmo Medina meurt de maladie à Lisbonne le 10 février 2014 et est enterrée au cimetière Altos das Cruzes de Luanda,.